# علي يوسف حوش
علي يوسف علي حوش او علي هوش (بالصومالية: Cali Yuusuf Cali Xoosh)‏ مواليد: 1 يناير 1958 (بالإنجليزية: Ali Yusuf Ali Hosh)‏؛ هو سياسي صومالي، يشغل حاليا منصب وزير الداخلية والشؤون الفيدرالية إذ عيَّنه رئيس وزراء الصومال، حمزة عبدي بري، في 8 أبريل 2024 خلفا لأحمد معلم فقي. قبل توليه منصبه الوزاري شغل مقعدا في البرلمان مُمثلا محافظة نوجال في ولاية بونتلاند المتمتعة بالحكم الذاتي في شمال شرق الصومال. كما يُعرف علي حوش بدوره كعضو في لجنة الرقابة على مراجعة وتنفيذ الدستور المؤقت.